# Острув-Шляхецький
Острув-Шляхецький (пол. Ostrów Szlachecki) — село в Польщі, у гміні Бохня Бохенського повіту Малопольського воєводства.
Населення — 448 осіб (2011).
У 1975-1998 роках село належало до Тарновського воєводства.

## Демографія
Демографічна структура станом на 31 березня 2011 року:
|          | Загалом | Допрацездатний вік | Працездатний вік | Постпрацездатний вік |
| -------- | ------- | ------------------ | ---------------- | -------------------- |
| Чоловіки | 227     | 50                 | 159              | 18                   |
| Жінки    | 221     | 37                 | 139              | 45                   |
| Разом    | 448     | 87                 | 298              | 63                   |